# الکساندر بیزیموف
الکساندر بیزیموف (اوکراینی: Олександр Миколайович Безімов؛ زادهٔ ۸ فوریهٔ ۱۹۸۴) بازیکن فوتبال اهل اوکراین است.
از باشگاه‌هایی که در آن بازی کرده‌است می‌توان به باشگاه فوتبال زاریا بالتی و باشگاه فوتبال زیمبرو کیشیناو اشاره کرد.